# Санта Клара (Калифорнија)
Санта Клара (енгл. Santa Clara) град је у америчкој савезној држави Калифорнија. По попису становништва из 2020. у њему је живело 127.647 становника.

## Демографија
Према попису становништва из 2010. у граду је живело 116.468 становника, што је 14.107 (13,8%) становника више него 2000. године.
|                   | 2010.            | 2000.            |
| Укупно            | 116 468 (100,0%) | 102 361 (100,0%) |
| Азијати           | 43 889 (37,68%)  | 29 966 (29,27%)  |
| Белци             | 42 026 (36,08%)  | 49 392 (48,25%)  |
| Хиспаноамериканци | 22 589 (19,40%)  | 16 364 (15,99%)  |
| Остали            | 4 810 (4,130%)   | 4 298 (4,199%)   |
| Афроамериканци    | 3 154 (2,708%)   | 2 341 (2,287%)   |

## Партнерски градови
- Изумо, Шимане, Јапан
- Коимбра, Португал
- Лимерик, Ирска, од 2014. године